# Strzykuły
Strzykuły – osada w Polsce położona w województwie mazowieckim, w powiecie warszawskim zachodnim, w gminie Ożarów Mazowiecki.
Wieś szlachecka Wierzuchowo Strzykuły położona była w 1580 roku w powiecie warszawskim ziemi warszawskiej województwa mazowieckiego. W latach 1975–1998 miejscowość administracyjnie należała do województwa warszawskiego.
Według stanu na dzień 19 czerwca 2009 roku sołectwo Piotrówek Mały-Strzykuły liczyło 341 mieszkańców.